# Hagåtña
Hagåtña (uttal: [hæˈɡɑtɲæ]), tidigare Agana, på spanska Agaña, är huvudstad och en village (administrativ enhet) i det amerikanska territoriet Guam i Mikronesien i västra Stilla havet. Staden hade 1 051 invånare år 2010. Den är öns näst minsta kommun (village), både till invånarantalet och ytan sett. Från 1700-talet till 1900-talet var platsen öns befolkningscentrum. Idag är Hagåtña fortfarande stadskärna, samt även regeringssäte. 

## Etymologi
"Hagåtña" betyder "hans eller hennes blod" på språket chamorro. Det spekuleras kring att ursprungsinvånarna migrerade från byn Agat. Chamorronamnet för Agat är "Hagåt", som betyder "blod". Suffixet "ña" anger tredjepersonsperspektiv. 1998 ändrades namnet på staden tillbaka från Agana till originalnamnet. Den intilliggande byn Agana Heights bibehöll dock sitt gamla namn.

## Historia

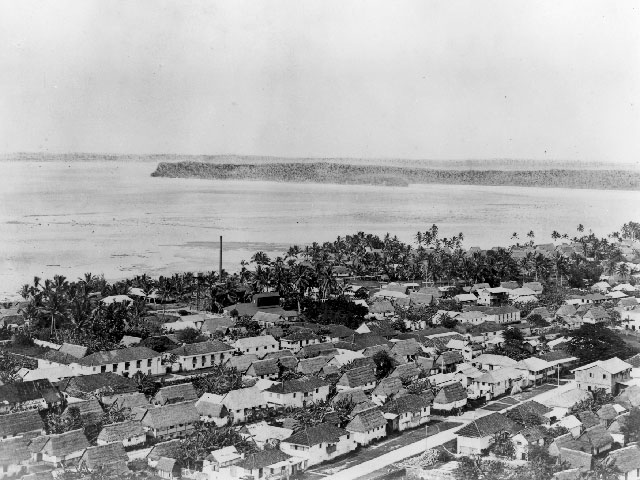
Foto av Agana taget innan andra världskriget.

Hagåtña var en betydelsefull by innan Guam koloniserats av spanjorerna. 1668 anlände den första spanska missionären, San Vitores, på ön. Hövding Kepuhas familj donerade land i Hagåtña som gjorde det möjligt för San Vitores att bygga öns första kyrka, vid namn Dulce Nombre de Maria Cathedral-Basilica.
Under spanskt styre tvingades stora delar av öns och även Marianernas ursprungsbefolkning flytta till staden. Rester av byggnaderna från den spanska administrationstiden kan ses på Plaza de España intill katedralen i orten.
Efter att Guam övergått till USA från Spanien i det spansk-amerikanska kriget år 1898 förblev Agana öns regeringssäte. Runt 1940 hade stadens befolkning vuxit till omkring 10 000 invånare eller omkring hälften av öns befolkning.
Guam ockuperades av japanska trupper den 8 december 1941. Under öns befrielse år 1944 skadades staden allvarligt av bombardemang från amerikanska flottan. Många invånare flyttade därför efter kriget ut till andra delar av ön. Som en del av stadens återuppbyggnad byggde den amerikanska flottan nya raka stadsgator som passerade rakt igenom existerande tomter och skapade många landområden med olika ägare. Detta har sedan dess hindrat stadens utveckling. I december 1944 drabbades staden av ett uppror mellan vita och svarta anställda på ön.
Trots en befolkning på enbart 1 100 invånare (mindre än 1 % av Guams totala invånarantal) består staden som regeringssäte för den territoriella regeringen. Dess historiska platser utgör stora attraktioner för besökare. Det finns en flygplats i intilliggande Tamuning och Barrigada.

## Geografi
Hagåtña ligger vid Hagåtñaflodens mynning på Guams västkust. Staden har en yta som uppgår till 2,33 kvadratkilometer. Ortens gränser utgörs av Agana Bays sandstränder i norr, Agana River och närliggande våtmarker i öst och en klippa (i närheten av Agana Heights) i syd. Fler höga kontorsbyggnader finns i Hagåtñas centrum, medan platsens västra del mer är av ett bostadsområde. Till skillnad från många andra orter (villages) på Guam delas centrala Hagåtña i kvarter, med affärer och små restauranger genom Hagåtñas centrum. Högbefolkade bostadsområden i Mongmong-Toto-Maite, Sinajana och Agana Heights omger Hagåtña.